# صخور الرحامنة (قلعة السراغنة)
صخور الرحامنة هي بلدة مغربية تقع شمال مدينة مراكش وتبعد عنها ب 100كلم، وتضم جماعة قروية تابعة لإقليم الرحامنة ضمن جهة مراكش أسفي بالمغرب. بلغ مجموع عدد سكان  صخور الرحامنة حسب إحصاءات 2014 حوالي 15.453 نسمة يعيشون في 2438 أسرة.

## إحصاء عام
| السنة | عدد السكان | عدد الأسر | عدد الأجانب |
| ----- | ---------- | --------- | ----------- |
| 1994  | 14485      | 2189      | °°°°        |
| 2004  | 14346      | 2438      | 0           |